# Kuhn (przedsiębiorstwo)

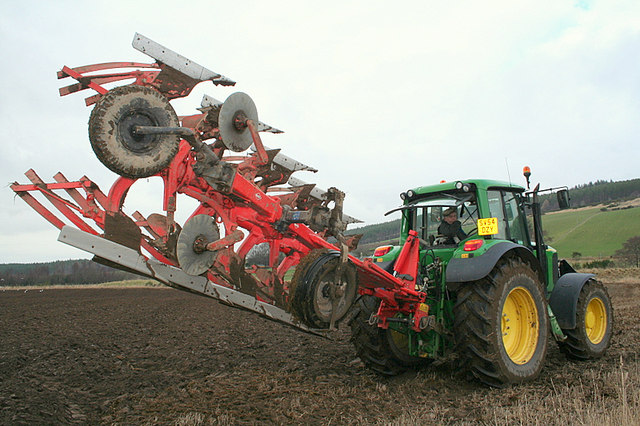
Traktor John Deere z pługiem marki Kuhn

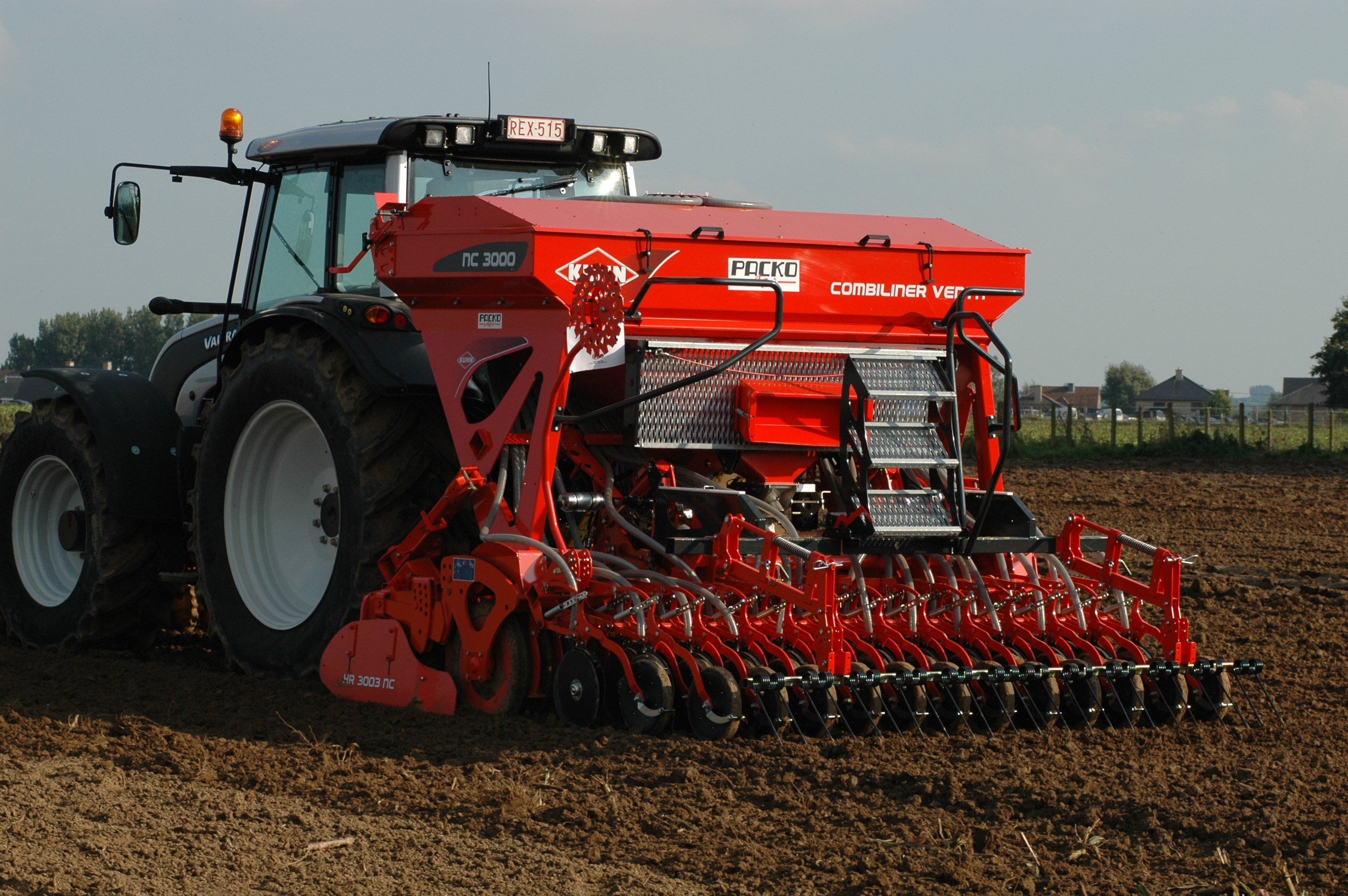
Siewnik Kuhn model NC3000

Kuhn – francuski producent maszyn rolniczych z siedzibą w Saverne.
Przedsiębiorstwo zostało założone w 1828 roku przez Josepha Kuhna początkowo produkowało wagi, dopiero w 1864 roku rozszerzyło swoją działalność o produkcję maszyn rolniczych. Od 1970 roku oprócz rodzimej Francji, maszyny Kuhn zaczęły być eksportowane do większości krajów europejskich oraz do Australii i Stanów Zjednoczonych. W 1987 roku do grupy dołącza producent pługów Huard z Chateaubriant. W 1993 r. do grupy dołącza Audureau. W 1996 roku do grupy dołącza Nodet. W 2001 roku Kuhn kupił markę Knight jednego z liderów w sprzedaży wozów paszowych i rozrzutników na rynku amerykańskim.
W 2008 roku Grupa Kuhn nabywa od Kverneland Group holenderską fabrykę w Geldrop specjalizującą się w produkcji stało- i zmiennokomorowych pras zwijających, pras wielkogabarytowych, owijarek, kosiarek bębnowych, przetrząsaczo-zgrabiarek i sieczkarni do kukurydzy.
Obecnie Kuhn oferuje swoim klientom między innymi: siewniki, opryskiwacze, pługi, prasy, rozsiewacze nawozów oraz sieczkarnie.